# Neopetrolisthes maculatus
El cangrejo porcelana (Neopetrolisthes maculatus) es una especie de crustáceo decápodo de la familia Porcellanidae.

## Morfología
Decápodo significa "con diez patas", pero su quinto par de patas es muy reducido, quedando en ocasiones oculto por la concha, siendo empleado para mantener limpias las branquias. Con esta distribución de las patas, un cangrejo con cuatro pares de patas debe ser un anomuro y no un braquiuro.
El abdomen de los cangrejos de porcelana conserva un abanico en la cola similar a la de las langostas o camarones, es muy móvil, y cuando el cangrejo está amenazado lo contrae y expande para nadar fuera de peligro.
Sus considerables pinzas las utiliza sólo para defensa, no usándolas para alimentarse. Para esto, tienen una largas setas (cerdas) formando abanicos cerca de la boca, que utilizan como una escoba para atrapar pequeños organismos, como algas planctónicas y crustáceos de la columna de agua.
Existen dos variedades de coloración, sobre el blanco de base, una con un patrón irregular de manchas rojas en el caparazón y las patas; y la otra, con un patrón regular de numerosos puntos de color púrpura o rojo oscuro.
Alcanza los 14,5 mm de tamaño.

## Alimentación
Es un filtrador que se alimenta de algas y crustáceos planctónicos, que atrapa de la columna de agua con sus cerdas retráctiles en abanico.

## Hábitat y distribución
Habita en arrecifes, sobre rocas y corales. Asociado en relación simbiótica mutualista con especies de anémona de los géneros Heteractis, Stichodactyla, Entacmaea, Gyrostoma o Cryptodendrum.
Se distribuye en el océano Indo-Pacífico, desde la costa este africana, Reunión, Madagascar, hasta la Polinesia Francesa, incluido el mar Rojo, Taiwán, Palaos, Nueva Caledonia, Australia, islas Marshall, islas Ryukyu al sur de Japón, y las islas Fiyi.

## Galería

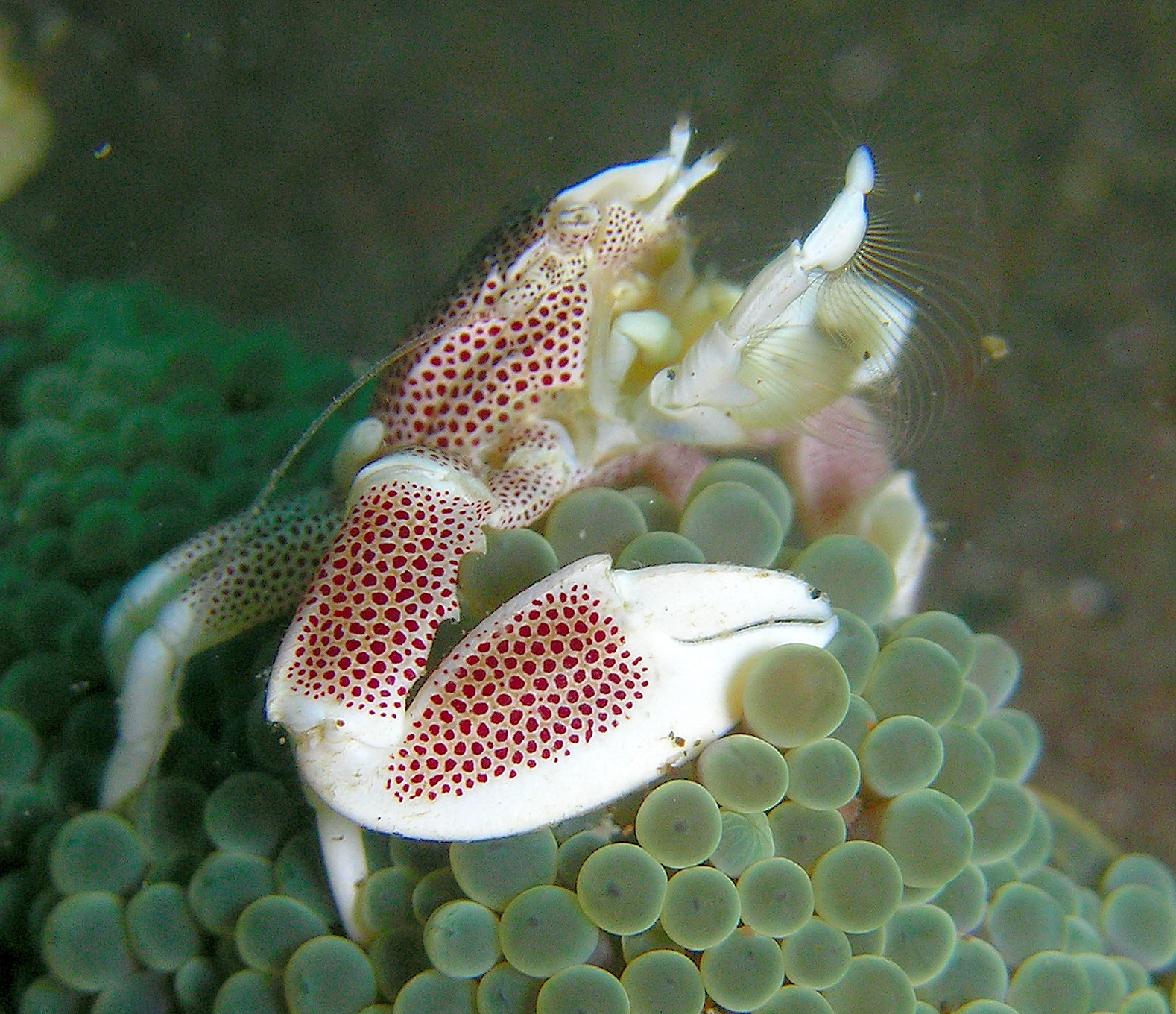
Sobre Entacmaea quadricolor.
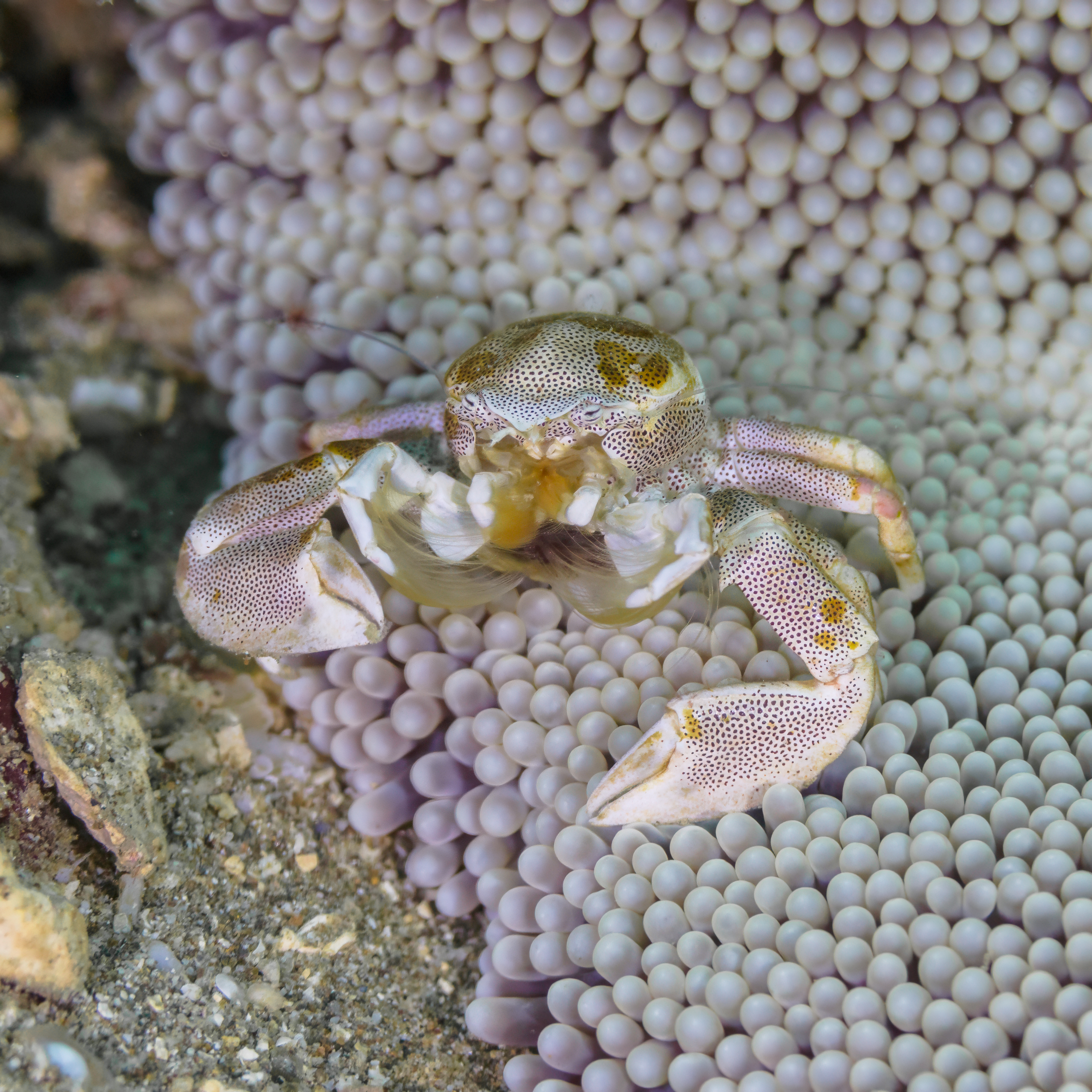
En una anémona alfombra de Mertens (Stichodactyla mertensii).
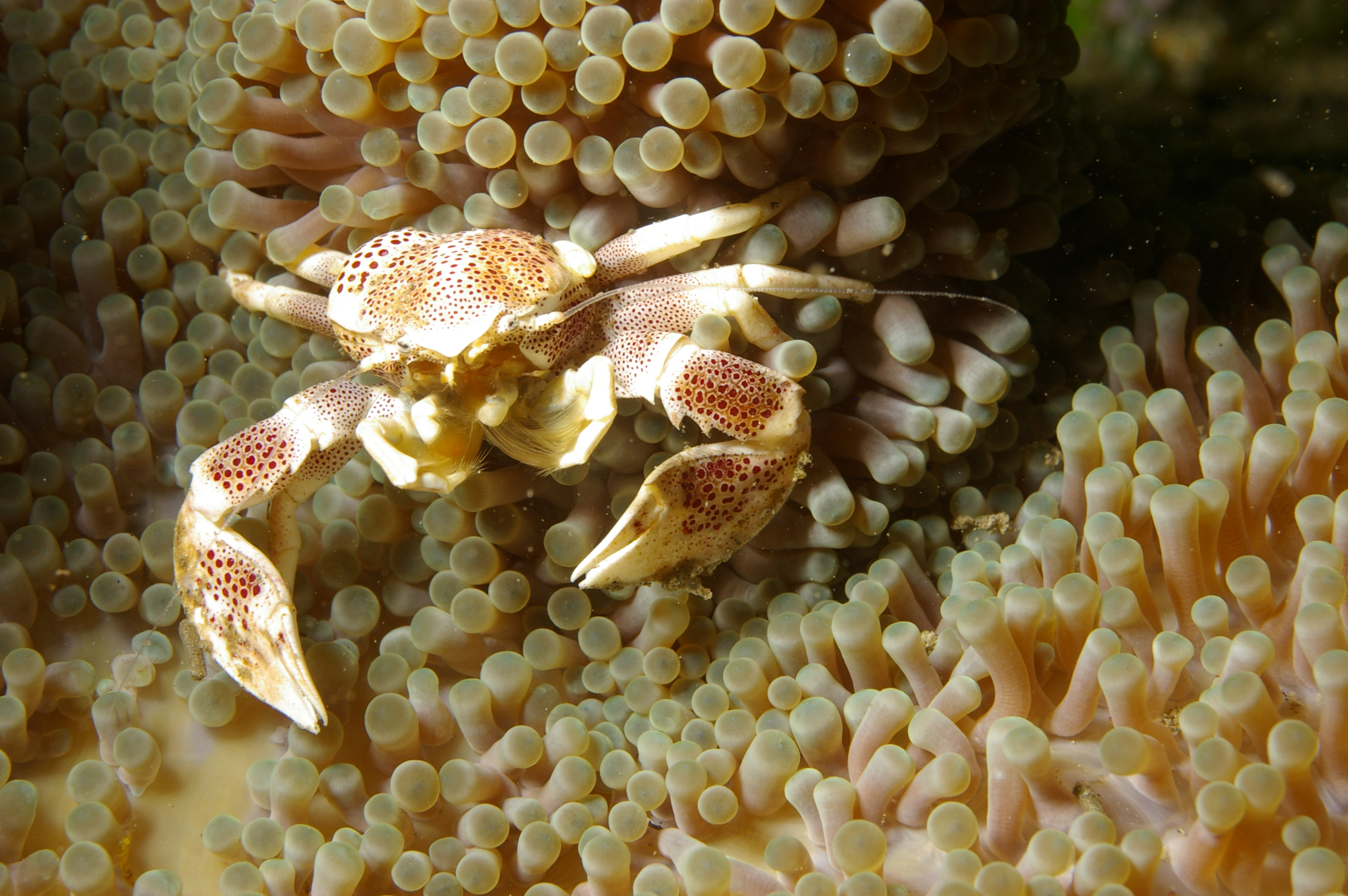
En Stichodactyla haddoni.
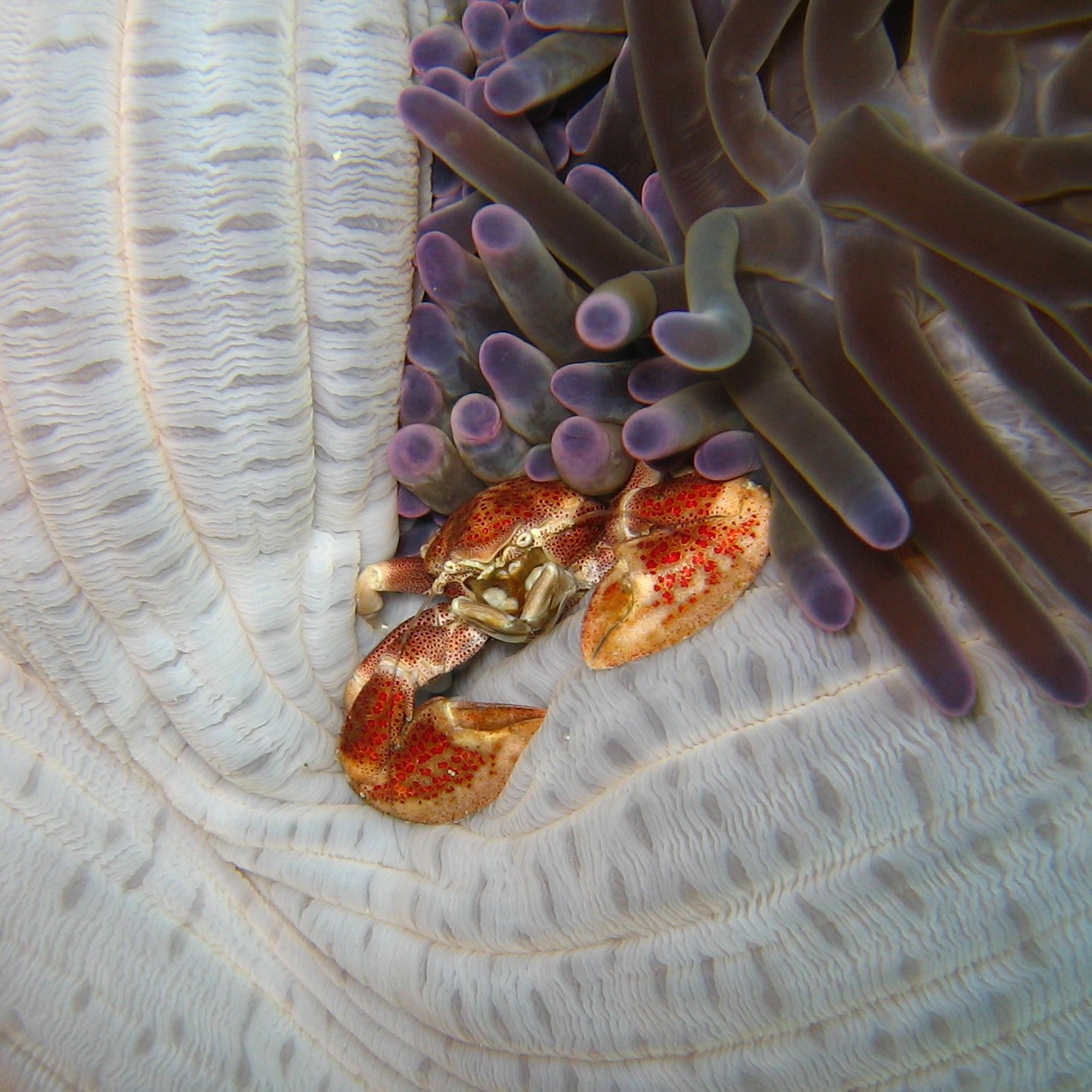
En Heteractis magnifica, Cebú.
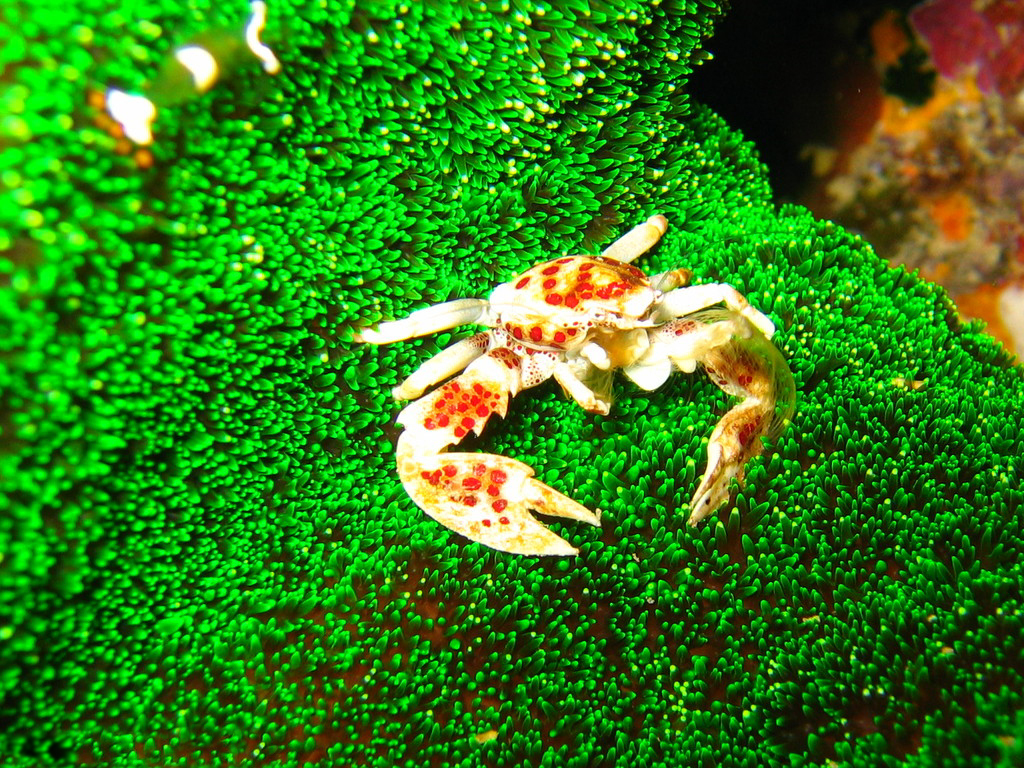
En Cryptodendrum adhaesivum.
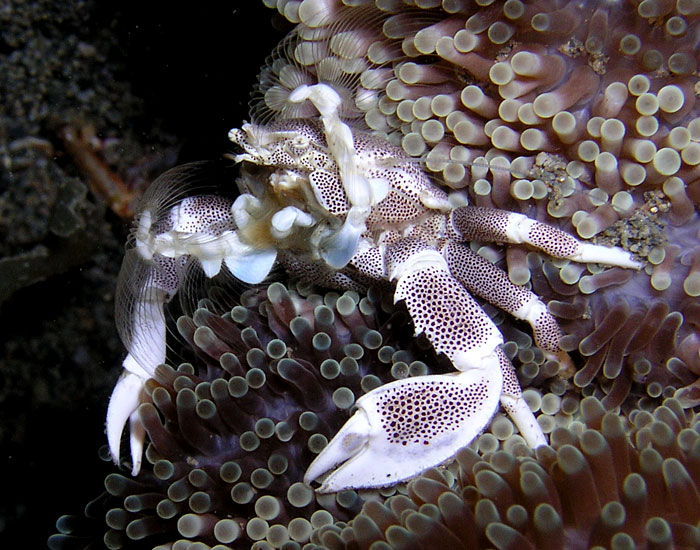
Alimentándose mediante las cerdas en abanico de sus patas frontales.